# Erick Iragua
Erick Gabriel Iragua Parraga (Santa Cruz de la Sierra, 30 novembre 1995) è un calciatore boliviano, centrocampista dell'Atletico Sucre.